# Zimmerman (Minnesota)
Zimmerman es una ciudad ubicada en el condado de Sherburne en el estado estadounidense de Minnesota. En el Censo de 2010 tenía una población de 5228 habitantes y una densidad poblacional de 567,48 personas por km².

## Geografía
Zimmerman se encuentra ubicada en las coordenadas 45°26′26″N 93°35′46″O / 45.44056, -93.59611. Según la Oficina del Censo de los Estados Unidos, Zimmerman tiene una superficie total de 9.21 km², de la cual 8.86 km² corresponden a tierra firme y (3.82%) 0.35 km² es agua.

## Demografía
Según el censo de 2010, había 5228 personas residiendo en Zimmerman. La densidad de población era de 567,48 hab./km². De los 5228 habitantes, Zimmerman estaba compuesto por el 95.43% blancos, el 0.98% eran afroamericanos, el 0.65% eran amerindios, el 0.88% eran asiáticos, el 0% eran isleños del Pacífico, el 0.34% eran de otras razas y el 1.72% pertenecían a dos o más razas. Del total de la población el 1.86% eran hispanos o latinos de cualquier raza.